# Деликатес
Деликатес (на френски: délicatesse) е рядко, вкусно ястие, лакомство. Обичайно не е за „за наяждане“. В най-широк смисъл –  нещо особено, изискано.
Идеята за деликатесите е позната от Древността, някои римляни, като Лукул са познати, като големи чревоугодници (гастрономи). Търговията с деликатеси (и с подправки) е важна част от търговския обмен през Средновековието, например между Европа и Арабския свят, а дори и със страните от Далечния изток и Африка, а в по-късни времена - и с тези, станали обект на Великите географски открития. Понякога това допринася за унищожаването на някои от местните и ендемични животински и растителни видове или за превръщането на други - в инвазивни или култивирани видове.
Храни и напитки, които в едни епохи и места са считани за деликатеси, в други са възприемани, като обикновена храна. Например за деликатес на някои места известно време са се считали картофите, ориза, чая, въпреки че впоследствие стават основа на ред непретенциозни гозби и част от ежедневието на широки слоеве от населението, а на места са такива от много по-рано. Обратно - омарите (по-късно - голям лукс) са се считали за храна за бедните в Северна Америка до средата на 19 век. Сега (20.-21. век) за безусловни деликатеси се считат: черен хайвер, трюфели, лястовиче гнездо, някои видове риба, фугу, някои видове колбаси,  пушени меса и сирена. Също така популярни са и особен вид деликатесни менюта - гурме.